# Anton Mauve

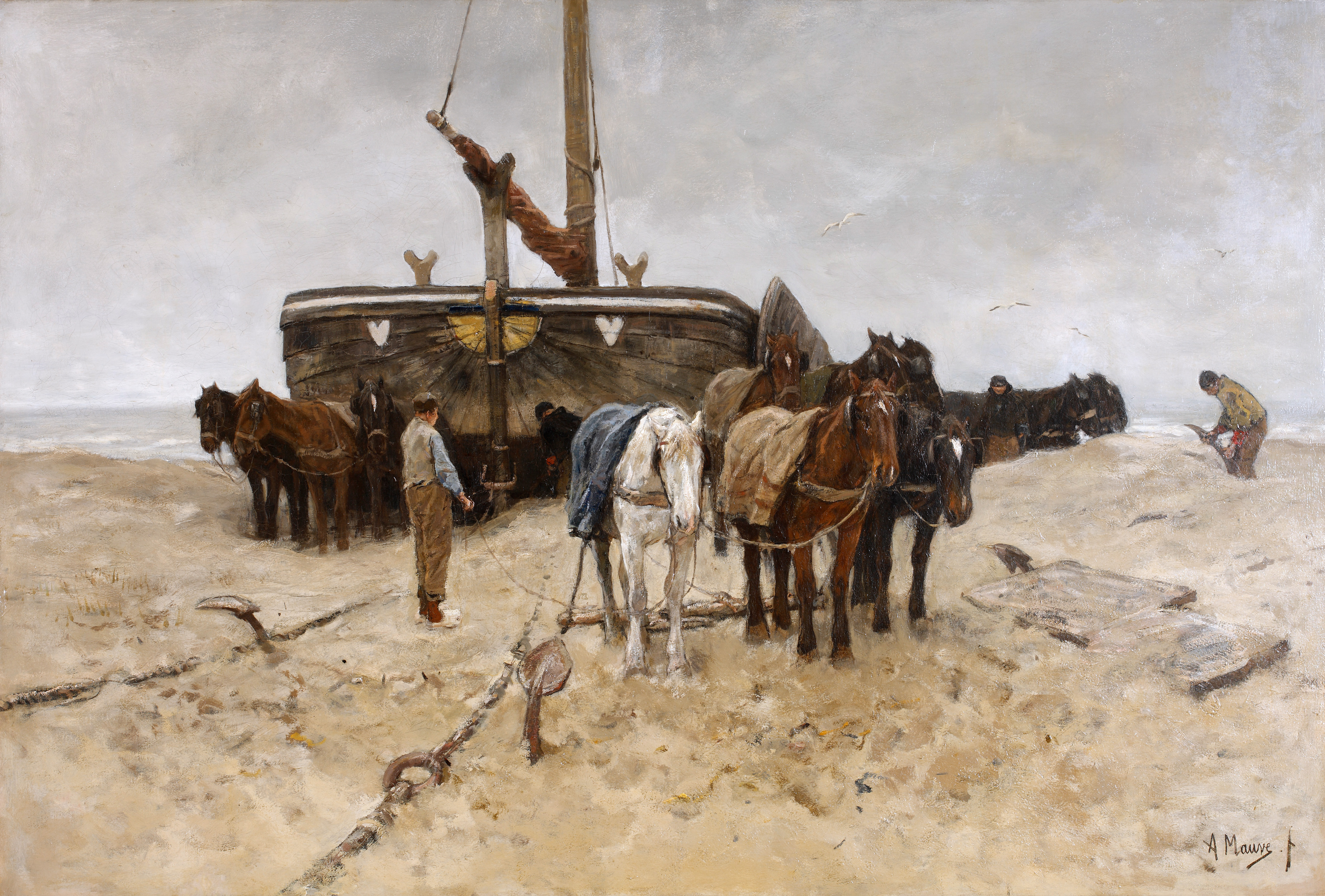
Una pintura de Anton Mauve.

Anton Rudolf Mauve (Zaandam, 18 de septiembre de 1838 - Arnhem, 5 de febrero de 1888) fue un pintor del movimiento realista.

## Biografía
Su padre era capellán menonita y fue enviado a Haarlem al año después del nacimiento de Anton. Mauve se crio en Harleem, donde fue aprendiz del pintor Pieter Frederik Van Os. Posteriormente, recibió el magisterio de Wouter Verschuur. Sus primeros trabajos se pueden atribuir a la Escuela de La Haya. En 1886 Mauve se trasladó a Laren, donde fundó junto con Jozef Israëls y Albert Neuhuys la escuela de Laren.
Los mejores trabajos de Mauve muestran a personas y animales posando al aire libre. En su Paseo de la mañana en la playa, en Rijksmuseum, se puede observar a varios jinetes elegantes montando a caballo en la costa. Un detalle poco convencional son los excrementos del caballo en el primer plano, lo que atestigua su comisión al realismo. Y de hecho lo conocen sobre todo por las pinturas de los campesinos que trabajan en los campos, y especialmente por las escenas de rebaños de ovejas. Este último tipo de pinturas eran especialmente populares entre los clientes americanos. Los ejemplos de su trabajo incluyen el El camino (1880~ ) y El conductor del carro (1885-1888).
Entre 1881 y 1882 trabajó en su estudio el joven pintor Vincent van Gogh, cuya prima era la mujer de Mauve. Retomó elementos de la obra de Mauve que se convirtió en una influencia para la primera etapa de su trabajo. Se distanciaron en 1882, debido a la relación de Vincent con la prostituta Sien Hoornik, pero Van Gogh siempre habló con respeto de Mauve, al que consideraba un gran artista.